# Brittle-Diabetes
Mit dem Begriff Brittle-Diabetes (brittle (engl.) meint „instabil“ oder „zerbrechlich“) wird ein Diabetes mellitus mit instabiler Stoffwechsellage und starken Blutzuckerschwankungen bezeichnet. Es handelt sich um keine eigene Form von Diabetes; der Begriff ist – wenn auch veraltet – immer noch bei einigen Ärzten in Verwendung.
Laut American Diabetes Association handelt es sich beim Brittle-Diabetes „um einen Zustand mit stark schwankendem Blutzuckerspiegel“ und bezieht sich in der Regel auf Patienten mit Typ-1-Diabetes.
Ein Brittle-Diabetes benötigt eine intensive diabetologische Begleitung, wobei die Behandlung sich nach den Ursachen der Schwankungen richtet. Diabetische Folgeschäden werden bei einer schlechten Stoffwechsellage begünstigt.